# Jörg Schröder (Bauingenieur)
Jörg Schröder (* 1964) ist ein deutscher Bauingenieur und Hochschullehrer.

## Biografie
Schröder studierte nach dem Abitur von 1984 bis 1988 Bauingenieurwesen an der Fachhochschule Holzminden und war danach als Bauingenieur tätig. Daneben setzte er sein Studium an der Universität Hannover fort und schloss dieses 1992 mit einem weiteren Diplom ab. Danach war er zwischen 1993 und 1995 Wissenschaftlicher Mitarbeiter am Institut für Baumechanik der Universität Hannover.
1995 erfolgte seine Promotion summa cum laude an der Universität Hannover mit einer Dissertation zum Thema Theoretische und algorithmische Konzepte zur phänomenologischen Beschreibung anisotropen Materialverhaltens. Daraufhin war er zwischen 1996 und 2000 Akademischer Rat am Lehrstuhl I von Professor C. Miehe am Institut für Mechanik des Bauwesens der Universität Stuttgart.
2000 schloss er die Habilitation an der Universität Stuttgart mit einer Arbeit zum Thema Homogenisierungsmethoden der nichtlinearen Kontinuumsmechanik unter Beachtung von Stabilitätsproblemen ab. Daraufhin wurde er zunächst Professor an der Technischen Universität Darmstadt, ehe er 2001 zum Professor für Mechanik an die Universität Duisburg-Essen berufen wurde. Als Hochschullehrer beschäftigt er sich insbesondere mit den Themen Nichtlineare Kontinuumsmechanik und Materialtheorie, Finite Element Formulierungen und Lösungsalgorithmen sowie Homogenisierungsverfahren und Mikro-Makro-Übergänge heterogener Materialien.
Von Januar 2011 bis März 2015 war er Prorektor für Forschung, wissenschaftlichen Nachwuchs und Wissenstransfer der Universität Duisburg-Essen. 2016 wurde er zum Mitglied der Akademie der Wissenschaften und der Literatur gewählt.

## Veröffentlichungen
Neben zahlreichen Fachaufsätzen veröffentlichte er auch mehrere Fachbücher wie:
- D. Gross, W. Hauger, J. Schröder, W. Wall: Technische Mechanik 1 -- Statik. 11. Auflage. Springer-Verlag, 2011.
- D. Gross, W. Hauger, J. Schröder, W. Wall: Technische Mechanik 2 -- Elastostatik. 11. Auflage. Springer-Verlag, 2012.
- D. Gross, W. Hauger, J. Schröder, W. Wall: Technische Mechanik 3 -- Kinetik. 12. Auflage. Springer-Verlag, 2012.
- D. Gross, W. Ehlers, P. Wriggers, J. Schröder, R. Müller: Formeln und Aufgaben zur Technischen Mechanik 1 -- Statik. 10. Auflage. Springer-Verlag, 2011.
- D. Gross, W. Ehlers, P. Wriggers, J. Schröder, R. Müller: Formeln und Aufgaben zur Technischen Mechanik 2 -- Elastostatik, Hydrostatik. 10. Auflage. Springer-Verlag, 2011.
- D. Gross, W. Ehlers, P. Wriggers, J. Schröder, R. Müller: Formeln und Aufgaben zur Technischen Mechanik 3 -- Kinetik, Hydrodynamik. 10. Auflage. Springer-Verlag, 2012.
- D. Gross, W. Hauger, J. Schröder, E. A. Werner: Formeln und Aufgaben zur Technischen Mechanik 4 -- Hydromechanik, Elemente der höheren Mechanik, Numerische Methoden. Springer-Verlag, 2012.
- D. Gross, W. Hauger, J. Schröder, W. Wall, N. Rajapakse: Engineering mechanics 1 -- Statics. 2. Auflage. Springer-Verlag, 2013.
- D. Gross, W. Hauger, J. Schröder, W. Wall, J. Bonet: Engineering mechanics 2 -- Mechanics of Materials. 1. Auflage. Springer-Verlag, 2011.
- D. Gross, W. Hauger, J. Schröder, W. Wall, S. Govindjee: Engineering mechanics 3 -- Dynamics. 1. Auflage. Springer-Verlag, 2011.
- J. Schröder, P. Neff: Poly-, Quasi- and Rank-One Convexity in Applied Mechanics. (= CISM Courses and Lectures. Vol. 516). Springer-Verlag, 2010.